# Zoltán Nemere
Zoltán Nemere (* 20. April 1942 in Bokod; † 6. Mai 2001 in Felgyő) war ein ungarischer Degenfechter.

## Erfolge
Zoltán Nemere wurde 1965 in Paris im Einzel sowie 1970 in Ankara und 1971 in Wien mit der Mannschaft Weltmeister. 1969 belegte er mit der Mannschaft zudem in Havanna den zweiten Rang sowie 1963 in Danzig und 1967 in Montreal den dritten Rang. Zweimal nahm er an Olympischen Spielen teil: bei den Olympischen Spielen 1964 in Tokio zog er mit der ungarischen Equipe ins Gefecht um die Goldmedaille ein und wurde dank eines 8:3-Erfolgs über Italien mit Árpád Bárány, Tamás Gábor, István Kausz und Győző Kulcsár somit Olympiasieger. Das Einzel schloss er auf dem neunten Rang ab. 1968 wiederholte er in Mexiko-Stadt den Erfolg im Mannschaftswettbewerb, als die ungarische Equipe erneut die Goldmedaille gewann. Mit 7:4 wurde die Sowjetunion im Finale bezwungen. Neben Nemere gehörten Csaba Fenyvesi, Győző Kulcsár, Pál Nagy und Pál Schmitt zur Mannschaft. Im Einzel belegte er Rang 13. Je dreimal wurde Nemere im Einzel- und im Mannschaftswettbewerb ungarischer Meister.